# آرنه باكر
آرنه باكر (بالنرويجية: Arne Bakker‏) (و. 1930 – 2009 م) هو لاعب كرة قدم لاعب هوكي الجليد ومدرب كرة قدم من النرويج، ولد في باروم. شارك في الألعاب الأولمبية الشتوية 1952. وتوفي في باروم، عن عمر يناهز 79 عاماً.

## جوائز
حصل على جوائز منها:
- Egebergs Ærespris [الإنجليزية]‏ (1961).

## روابط خارجية
- آرنه باكر على موقع اتحاد النرويج (النرويجية)
- آرنه باكر على موقع ناشيونال فوتبول تيمز (الإنجليزية)
- آرنه باكر على موقع عالم كرة القدم.نت (الإنجليزية)
- آرنه باكر على موقع أوليمبيديا (الإنجليزية)